# 優源控股
優源國際控股有限公司，簡稱優源國際控股，以及優源控股（英語：Youyuan International Holdings Limited，港交所除牌前：2268.HK），於1994年由蔡清江和總裁柯吉熊創立「福建優蘭發集團實業有限公司」（前身為福建省晉江縣西濱南興再生造紙廠、福建省晉江西濱南興福利造紙廠及晉江優南造紙有限公司）。
前主席為柯文托，業務在國內經營生產和銷售產品包括雙面薄頁及單面薄頁紙。總部位於中國福建省晉江市西濱工業區，以及香港上環文咸東街50號寶恒商業中心1601室。
該股份在2010年5月27日於港交所主板上市。招股價為3.38港元，全球發售為2.5億股，集資額為8.45億港元。

## 連結
- Youyuan.com.hk